# Хто наймає, той і платить
«Хто наймає, той і платить» (рум. Cine arvonește, acela plătește) — радянський телефільм 1989 року, знятий режисером Георге Урскі на студії «Телефільм-Кишинев».

## Сюжет
У розпал сільського весілля, о третій годині ночі музиканти заявляють нареченому, що припиняють грати, оскільки їхній час минув. Наречений умовляє музикантів продовжити за 100 рублів на годину. Вранці музиканти їдуть додому на своїй машині, а наречений, щоб покрити грошові витрати везе у вантажівці свиней на ярмарок. Дорогою він зустрічає музикантів, у яких зламалася машина. Наречений погоджується їх буксирувати, тільки якщо вони постійно гратимуть на ярмарку, поки він не продасть усіх свиней.

## У ролях
- Світлана Тулгара — наречена
- Славіан Влад — наречений
- Марія Урська — роль другого плану
- Георгій Пирля — батько
- Андрій Соцкі — музикант
- Борис Кушнір — роль другого плану
- Олександру Греку — роль другого плану
- Андрій Думбраве — роль другого плану
- Валеріу Казаку — музикант
- Георге Ротераш — епізод
- Іон Аракелу — епізод
- Георге Урскі — епізод
- Лідія Валянська — епізод
- Ніна Доні — епізод
- Жан Кукурузак — епізод
- Юра Купрін — епізод
- Васіле Марін — епізод

## Знімальна група
- Режисер — Георге Урскі
- Сценарист — Георге Урскі
- Оператор — Іван Бузило
- Композитор — Іон Єнаке